# Frente Nacional Contrarrevolucionario
El Frente Nacional Contrarrevolucionario o Antirrevolucionario, o simplemente Frente Nacional y/o Frente de la Contrarrevolución, fue un proyecto de coalición electoral propuesto por el partido de la derecha católica «accidentalista» de la CEDA, al final del segundo bienio de la Segunda República Española, que pretendía agrupar a las fuerzas políticas opuestas a la coalición de izquierdas del Frente Popular para las elecciones generales del 16 de febrero de 1936.
El proyecto no prosperó en determinadas circunscripciones, por lo que no se logró la unión de todas las derechas como había ocurrido en las elecciones anteriores de noviembre de 1933 y que le dieron el triunfo. En Cataluña se formó un Front Català d’Ordre (Frente Catalán de Orden) integrado por la CEDA, la Lliga Regionalista, el Partido Republicano Radical y la Comunión Tradicionalista.

## Historia
A finales de 1935 los partidos de izquierdas republicanos y obreros formaron una coalición electoral encabezada por Manuel Azaña que fue conocida con el nombre de Frente Popular. Su equivalente en Cataluña fue el Front d'Esquerres (Frente de Izquierdas), en el que también participaron Esquerra Republicana de Catalunya y otros partidos nacionalistas catalanes.
A la coalición de las izquierdas las derechas intentaron oponer, como en 1933, un frente homogéneo, pero no se logró porque la CEDA, en su intento de obtener el poder y evitar a toda costa el triunfo de la izquierda, se alió en unas circunscripciones con las fuerzas antirrepublicanas (monárquicos alfonsinos, carlistas) y en otras con el centro-derecha republicano (radicales, demócrata-liberales, republicanos progresistas), por lo que fue imposible presentar un programa común.
El objetivo del líder de la CEDA José María Gil Robles era formar un «Frente Nacional Antirrevolucionario» o un «Frente de la Contrarrevolución», basado más en consignas «anti» que en un programa concreto de gobierno, para sumar el mayor número de fuerzas políticas e impedir el triunfo de la izquierda. Gil Robles formuló la propuesta de dicho frente el 14 de diciembre de 1935 bajo las consignas «Contra la Revolución y sus cómplices» y «¡Por Dios y por España!», y planteó la campaña como una batalla entre la «España católica... y la revolución espantosa, bárbara, atroz». No se reeditó, pues, la Unión de Derechas de 1933 como exigían los monárquicos, por lo que los alfonsinos de Renovación Española se presentaron en varias circunscripciones en solitario con el nombre de Bloque Nacional, cuyo líder era José Calvo Sotelo.
Las fuerzas políticas que establecieron una alianza electoral con la Confederación Española de Derechas Autónomas (CEDA) en una o varias circunscripciones fueron: el Partido Agrario (PA), Comunión Tradicionalista (CT), Renovación Española (RE), el Partido Nacionalista Español, el Partido Republicano Conservador de Miguel Maura, el Partido Republicano Radical, el Partido Republicano Liberal Demócrata de Melquíades Álvarez, el Partido del Centro Democrático de Manuel Portela y el Partido Republicano Progresista del presidente de la República Niceto Alcalá-Zamora. Falange Española acudió en solitario a las urnas. 
En Cataluña, el Frente Catalán de Orden estaba integrado por la Lliga Catalana, Acción Popular Catalana (CEDA), Renovación Española, Comunión Tradicionalista y el Partido Republicano Radical. Francisco Cambó figuró en las listas electorales.